# Coppa Italia 2010-2011 (calcio a 5)
La 26ª Coppa Italia di calcio a 5 2011, denominata Final Eight 2011 di Coppa Italia Serie A, si è svolta tra il 10 ed il 13 marzo 2011 a Padova nel PalaFabris ed ha visto la vittoria della Lazio, giunta al nono titolo.
Hanno partecipato alle Final Eight le squadre che hanno chiuso il girone di andata della Serie A 2010-2011 nei primi otto posti della classifica.
Il sorteggio del tabellone ad eliminazione diretta della manifestazione è stato effettuato mercoledì 16 febbraio alle ore 11:30 nella sala Paladin del comune di Padova.
Le gare di Final Eight sono state trasmesse su Rai Sport 1 e Rai Sport 2.

## Squadre qualificate
Gruppo A:Marca Futsal, Lazio, Bisceglie, Montesilvano

Gruppo B:Pescara, Luparense, Asti, Putignano

## Il Palazzetto

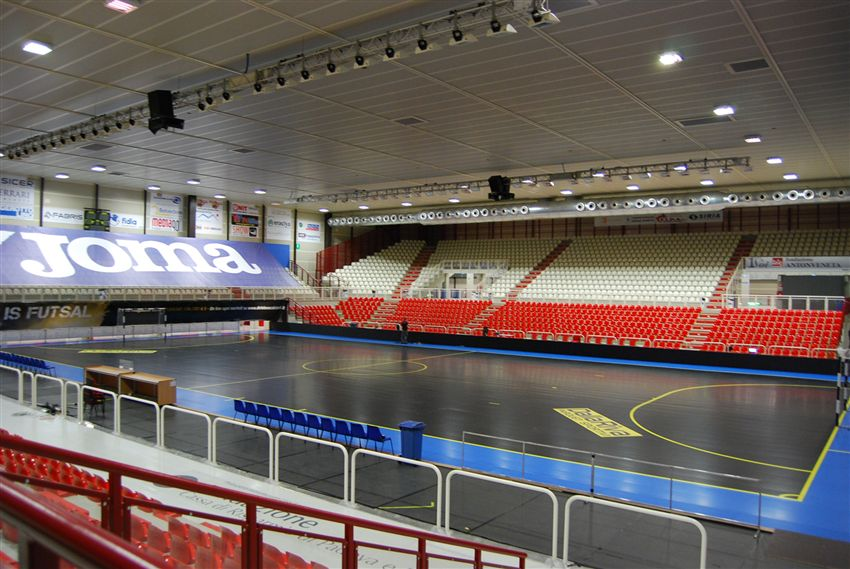
Il fondo nero del PalaFabris durante la manifestazione

Il PalaFabris, ristrutturato nel 2010, è capace di accogliere sino a 4.500 persone a sedere. Il fondo di gioco è in parquet.

## Tabellone
|  | Quarti di finale | Quarti di finale | Quarti di finale |       |              | Semifinali   | Semifinali | Semifinali |  |  | Finale | Finale | Finale |  |
|  |                  |                  |                  |       |              |              |            |            |  |  |        |        |        |  |
|  | Montesilvano     | Montesilvano     | 4                |       |              |              |            |            |  |  |        |        |        |  |
|  | Montesilvano     | Montesilvano     | 4                |       |              |              |            |            |  |  |        |        |        |  |
|  | Asti             | Asti             | 2                |       |              |              |            |            |  |  |        |        |        |  |
|  | Asti             | Asti             | 2                |       | Montesilvano | Montesilvano | 0          |            |  |  |        |        |        |  |
|  |                  |                  |                  |       | Montesilvano | Montesilvano | 0          |            |  |  |        |        |        |  |
|  |                  |                  | Lazio            | Lazio | 1            |              |            |            |  |  |        |        |        |  |
|  | Lazio            | Lazio            | Lazio            | Lazio | 1            | 3            |            |            |  |  |        |        |        |  |
|  | Lazio            | Lazio            |                  |       |              |              |            |            |  |  |        |        |        |  |
|  | Luparense        | Luparense        | 1                |       |              |              |            |            |  |  |        |        |        |  |
|  | Luparense        | Luparense        | 1                |       | Lazio        | Lazio        | 3          |            |  |  |        |        |        |  |
|  |                  |                  |                  |       |              |              |            |            |  |  |        |        |        |  |
|  |                  |                  | Marca            | Marca | 2            |              |            |            |  |  |        |        |        |  |
|  | Bisceglie        | Bisceglie        | Marca            | Marca | 2            | 1            |            |            |  |  |        |        |        |  |
|  | Bisceglie        | Bisceglie        |                  |       |              |              |            |            |  |  |        |        |        |  |
|  | Pescara          | Pescara          | 2                |       |              |              |            |            |  |  |        |        |        |  |
|  | Pescara          | Pescara          | 2                |       | Pescara      | Pescara      | 6          |            |  |  |        |        |        |  |
|  |                  |                  |                  |       | Pescara      | Pescara      | 6          |            |  |  |        |        |        |  |
|  |                  |                  | Marca            | Marca | 7            |              |            |            |  |  |        |        |        |  |
|  | Marca            | Marca            | Marca            | Marca | 7            | 2            |            |            |  |  |        |        |        |  |
|  | Marca            | Marca            |                  |       |              |              |            |            |  |  |        |        |        |  |
|  | Sport Five       | Sport Five       | 0                |       |              |              |            |            |  |  |        |        |        |  |

## Quarti di finale
Le otto squadre classificate si incontreranno in gare di sola andata.
Risulteranno qualificate alla semifinali le quattro squadre che nei rispettivi incontri avranno segnato il maggior numero di reti.
In caso di parità, al termine dei tempi regolamentari, si procederà direttamente ai calci di rigore.
| Arbitri: | Aniello Prisco (Frosinone) Maurizio Pacifico (Albano Laziale) Vittorio Sperati (Rieti) |
| Crono:   | Roberto Astolfi (Rovigo)                                                               |

|                                                                    |           |                                        |
| Borruto 8'27'’ Cuzzolino 19'19'’ Baptistella 19'49'’ Forte 34'45'’ | Marcatori | 38'22'’ (aut.) Caputo 39'34'’ Cavinato |

| Arbitri: | Angelo Grimaldi (Vibo Valentia) Mario Iacuzio (Nocera Inferiore) Luca Marconi (Terni) |
| Crono:   | Damiano Calaprice (Bari)                                                              |

|                                        |                      |                               |
| Vampeta Pellegrini Sandrinho Chilavert | Tiri di rigore 1 – 3 | Fornari Bacaro Nuno Marchetti |

| Arbitri: | Luca Giacomin (Mestre) Luca Rainato (Este) Antonio Barbiero (Vicenza) |
| Crono:   | Mirko D'Angeli (Pesaro)                                               |

|                 |           |                                        |
| Pereira 27'54'’ | Marcatori | 11'14'’ (aut.) Pereira 14'49'’ Schurtz |

| Arbitri: | Franco Gallozzi (Cassino) Mario Paolone (Campobasso), Gaetano Brindisi (Potenza) |
| Crono:   | Sergio Scali (Pinerolo)                                                          |

|                         |           |  |
| Patias 36'49'’, 37'12'’ | Marcatori |  |

## Semifinali
Le quattro squadre classificate si incontreranno in gare di sola andata.
Risulteranno qualificate alla finale le due squadre che nei rispettivi incontri avranno segnato il maggior numero di reti.
In caso di parità, al termine dei tempi regolamentari, si procederà alla effettuazione dei calci di rigore.

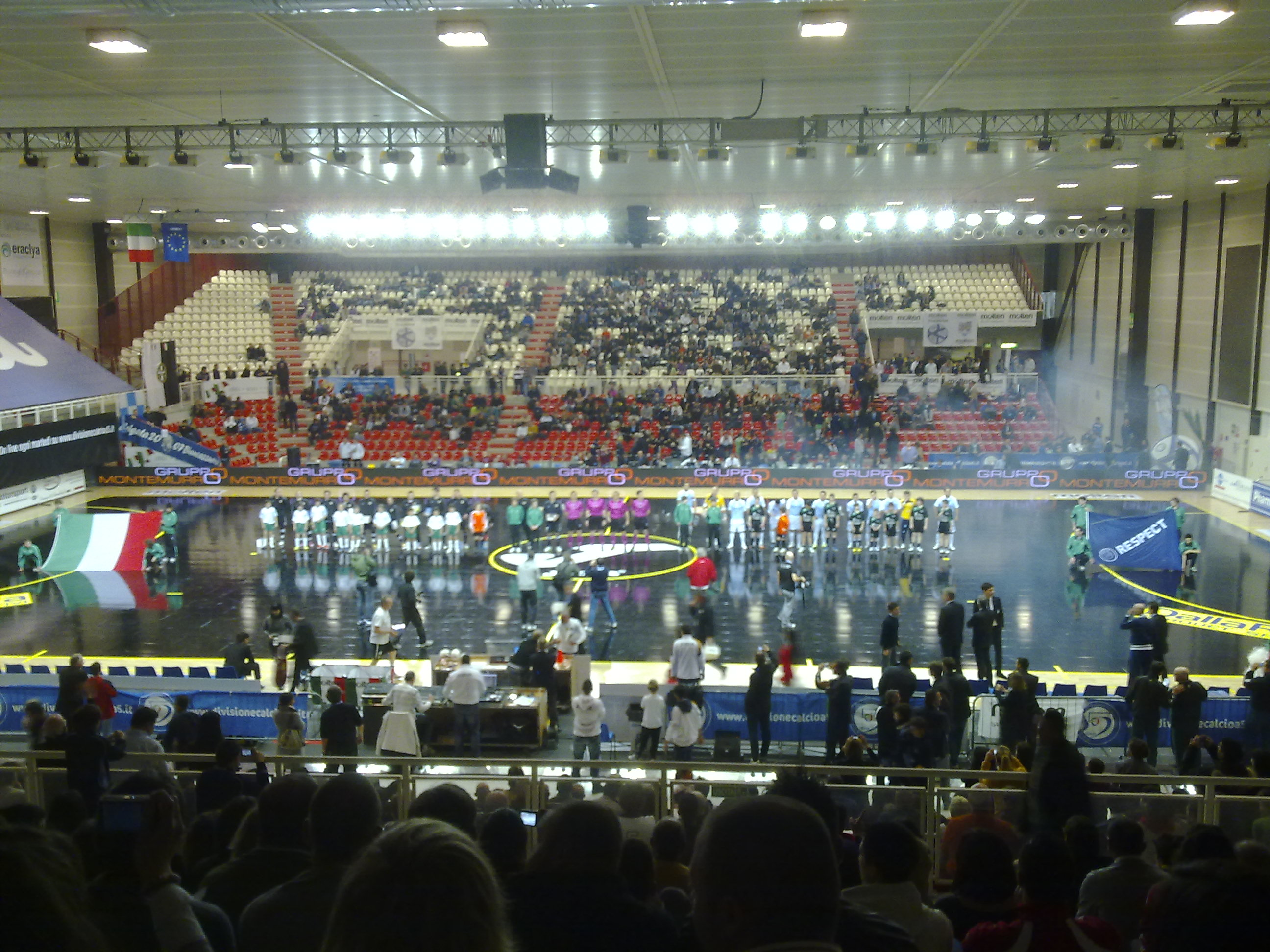
Gara tra la Marca Futsal e il Pescara

| Arbitri: | Alessandro Malfer (Rovereto) Antonio Marogna (Sassari) Luca Illotto (Trento) |
| Crono:   | Riccardo Arnò (Reggio Emilia)                                                |

|  |           |              |
|  | Marcatori | 35'34'’ Nuno |

| Arbitri: | Alberto Maestroni (Varese) Gaetano Gangilli (La Spezia) Fabio Gelonese (Milano) |
| Crono:   | Pasquale Casale (Firenze)                                                       |

|                                         |                      |                                    |
| Patias 4'40'’ Nora 37'50'’              | Marcatori            | 23'28'’ Correia 33'56'’ Menini     |
| Bertoni Fabiano Patias Wilhelm Follador | Tiri di rigore 5 – 4 | Schurtz Morgado Nicolodi PC Menini |

## Finale
Risulterà vincitrice della Coppa Italia di Serie A stagione sportiva 2010-11 la squadra che avrà segnato il maggior numero di reti. In caso di parità, al termine dei tempi regolamentari, si effettueranno due tempi supplementari della durata di 5 minuti ciascuno. In caso di ulteriore parità si procederà alla effettuazione dei calci di rigore.
| Arbitri: | Claudio Valle (Mantova) Gaetano Trinchese (Nola) Angelo Galante (Ancona) |
| Crono:   | Giovanni Cossu                                                           |

| |            | |
| Bacaro 17'59'’, 20'30'’ Danieli 25'36'’ | Marcatori  | 25'11'’, 26'02'’ Nora |
| · Kiko Bernardi · Fabio Alcaraz · Vinícius Bacaro · Sandro Zanetti · Nuno · Carlos Danieli · Daniel Giasson · Jader Fornari · Luca Marchetti · Luca Ippoliti · Emiliano Varracchio · David Patrizi | Formazioni | · Alexandre Feller · Fernando Wilhelm · Vinícius Duarte · Patrick Nora · Jonas · Marco Caverzan · Filipe Follador · Amin El Hamoudi · Alessandro Patias · Edgar Bertoni · Leonardo Calmonte · Alberto Taborra |
| Gianluca Scacchi | Allenatori | Tiago Polido |

## Classifica marcatori
| Gol |  |  | Giocatore           | Squadra      |
| --- |  |  | ------------------- | ------------ |
| 3   |  |  | Alessandro Patias   | Marca        |
| 3   |  |  | Patrick Nora        | Marca        |
| 2   |  |  | Vinícius Bacaro     | Lazio        |
| 1   |  |  | Edgar Schurtz       | Pescara      |
| 1   |  |  | Alcides Pereira     | Bisceglie    |
| 1   |  |  | Cristian Borruto    | Montesilvano |
| 1   |  |  | Leandro Cuzzolino   | Montesilvano |
| 1   |  |  | Clayton Baptistella | Montesilvano |
| 1   |  |  | Márcio Forte        | Montesilvano |
| 1   |  |  | Diego Cavinato      | Asti         |
| 1   |  |  | Nuno                | Lazio        |
| 1   |  |  | Carlos Danieli      | Lazio        |

## Premi
- Miglior giocatore: Fernando Wilhelm
- Premio Fair play: Vinícius Bacaro